# Richard Stribeck
Richard Hermann Stribeck (* 7. Juli 1861 in Stuttgart; † 29. März 1950 ebenda) war ein deutscher Maschinenbau-Ingenieur. 

## Leben
Stribeck studierte ab 1880 Maschinenbau an der TH Stuttgart und arbeitete 1885 als Konstrukteur in Königsberg. Im Jahr 1888 wurde er Professor an der Baugewerkenschule Stuttgart und 1890 Professor für Maschineningenieurwesen an der TH Darmstadt. Er nahm 1893 einen Ruf an die TH Dresden an, wo er bis 1898 als ordentlicher Professor für Maschinenkunde lehrte und die Arbeiten zur Zahnradgetriebeforschung begründete. Im Jahr 1896 wurde er Vorsteher des Maschinenlabors der Hochschule.
Im Jahr 1898 wurde Stribeck Vorsteher der Physikalisch-metallurgischen Abteilung der Technischen Reichsanstalt und Direktor der Zentralstelle für wissenschaftlich-technische Untersuchungen in Neubabelsberg. Im Jahr 1902 beschrieb er den Reibungskoeffizienten in geschmierten Lagern, die später nach ihm benannte Stribeck-Kurve. 
Ab 1908 arbeitete Stribeck zunächst für die Friedrich Krupp AG in Essen und ab 1919 bei der Robert Bosch GmbH in Stuttgart. Stribeck war ein Studienfreund des Industriellen Robert Bosch, mit dem er seit dem gemeinsamen Studium am königlich-württembergischen Polytechnikum in Stuttgart lebenslang verbunden blieb.
Stribeck wurde für seine Leistungen für die Wilhelm-Exner-Medaille vorgeschlagen. Er war außerdem Ehrenbürger der TH Karlsruhe und Mitglied des Vereins Deutscher Ingenieure (VDI).